# Žaneta Peřinová
Žaneta Peřinová (* 7. dubna 1980 Praha) je česká atletka a sportovní novinářka působící v České televizi.

## Život
Narodila se v české metropoli, ale mládí strávila v Nymburce na místním sedmiletém gymnáziu, které úspěšně ukončila maturitou složenou v roce 1998. Následně ve studiích pokračovala na pražské Fakultě tělesné výchovy a sportu Univerzity Karlovy, na níž absolvovala obor sportovní management. Vysokoškolská studia zakončila ziskem magisterského titulu v akademickém roce 2002/2003. Tou dobou ale již působila v České televizi (v její Redakci sportu), do níž nastoupila v roce 2001. Moderovala sportovní zpravodajství vysílané v rámci pořadu Dobré ráno do roku 2008 a od roku 2008 Studio 6 a věnuje se též reportování sportovních událostí pro specializovaný kanál ČT sport.
V profesním životě se zaměřuje na zpravodajství z atletiky, jíž se sama od mládí aktivně věnovala. Tehdy byla členkou sportovního klubu Policie Nymburk. Roku 1995 se stala mistryní České republiky v chůzi na tři kilometry časem (16:58,56). V téže disciplíně se již o rok dříve (1994) stala republikovou vicemistryní v kategorii starších žákyň (čas 17:43,5). Druhá místa z republikových šampionátů získávala i v následujících letech. V roce 1996 coby dorostenka zvládla chůzi na pět kilometrů za čas 27:28,86 a o dva roky později (1998) pětikilometrovou distanci zvládla za 28:37,84. Vedle atletiky se věnovala též volejbalu, plavání či gymnastice. V roce 2022 provází dokumentárním seriálem Lázně v pohybu, kde navštěvuje lázně v Česku.